# Il grande silenzio (film 1944)
Il grande silenzio (And Now Tomorrow) è un film del 1944 diretto da Irving Pichel tratto dall'omonimo romanzo scritto da Rachel Field.

## Trama
Emily Blair, nonostante la facoltosa famiglia e le visite con vari specialisti, non è riuscita a curare la sordità contratta a causa di una meningite e per questo decide di tornare a casa a Blairtown e sospendere il matrimonio con Jeff Stoddard, il quale si è nel frattempo innamorato di Janice, sorella minore di Emily.
Casualmente incontra in un taxi il dottor Merek Vance, suo concittadino di famiglia povera e la prima impressione non è certo buona per i due, ma sarà proprio Merek, nuovo aiuto del dottor Weeks, a dover trovare una cura per la ragazza nonostante il padre di lei aveva infatti licenziato il padre di lui anni prima la vigilia di Natale.
Consapevole di essere solo una sorta di cavia Emily fa buon viso e accetta Merek come nuovo medico ma grazie a lui riesce a guadagnarsi il rispetto dei lavoratori tanto che anche Merek la vede con nuovi occhi. Casualmente scopre anche la relazione tra Jeff e Janice ma decide di tacere. Passato un po' di tempo Merek si rende conto che la cura non sta portando i frutti sperati, ma dichiara il suo amore a Emily che però lo respinge credendolo non sincero. Merek decide di lasciare Blairtown e tornare a Pittsburgh mentre Emily, ancora ignara della relazione, riprende il progetto matrimoniale con Jeff.
Saputo che un nuovo trattamento ha avuto successo su dei conigli, Emily chiede a Merek di tornare ma il siero manda in coma la ragazza e Merek riparte disperato. Emily per fortuna si risveglia dal coma e scopre di essere guarita ascoltando una conversazione tra Jeff e Janice, scoprendo così la loro relazione.
Resasi conto di essere innamorata di Merek, parte alla volta di Pittsburgh dove gli confessa il suo amore.